# Nello Salza
Nello Salza (Sutri, 16 ottobre 1963) è un trombettista italiano.

## Biografia
Studia tromba presso il Conservatorio di Musica "Santa Cecilia" di Roma sotto la guida dei maestri Leonardo Nicosia e Biagio Bartiloro, intraprendendo la carriera orchestrale come prima tromba del Teatro San Carlo di Napoli e poi del Teatro dell'Opera di Roma. Ha ricoperto lo stesso ruolo anche presso l’Accademia Nazionale di Santa Cecilia, l’Orchestra Regionale Toscana e l’Orchestra Sinfonica Nazionale della RAI.
Docente nei conservatori italiani, attualmente presso il Conservatorio di Napoli.
È stato inoltre testimonial Yamaha, seguendo la progettazione e firmando due modelli di tromba.
Nel 2021 partecipa al Festival di Sanremo 2021 in qualità di ospite dove si esibisce in un omaggio ad Ennio Morricone.

### Le collaborazioni con il cinema
Ha suonato in oltre 400 colonne sonore, 250 delle quali con Ennio Morricone, con cui collabora dal 1984. Tra le altre collaborazioni quelle con Nicola Piovani, Riz Ortolani, Franco Piersanti, Armando Trovajoli, Luis Bacalov, Francesco De Masi, Fiorenzo Carpi, Piero Piccioni e altri.
Nel 1997 incide con Nicola Piovani la Colonna Sonora del film “La Vita è Bella” premiata con l’Oscar nel 1999.
Nel 2015 collabora alla registrazione con l'Orchestra sinfonica nazionale ceca del brano "La Lettera di Lincoln" di Ennio Morricone per la colonna sonora di The Hateful Eight di Quentin Tarantino. La colonna sonora vince il Premio Oscar 2016 per la migliore colonna sonora e il Golden Globe per la migliore colonna sonora.
Come Solista ha interpretato celebri colonne sonore in tour in Italia, Grecia, Thailandia, Turchia, Cina, Giappone, Russia, Kazakistan, Germania, Olanda, Belgio, Etiopia, Romania, Repubblica Ceca, Israele, Argentina, Sudafrica, Norvegia, Danimarca, Marocco, Albania, Spagna e Portogallo.

## Discografia parziale

### Tromba solista
- 1996 - Nello Salza Trumpet
- 1999 - A Trumpet Recital
- 2002 - Melodic Trumpet
- 2004 - Christmas Trumpet
- 2005 - Una Tromba Intorno al Mondo
- 2011 - Classic Trumpet
- 2014 - Nello Salza: Classical Trumpet Virtuoso
- 2016 - Una Tromba da Oscar
- 2020 - Ave Maria
- 2021 - Concerto D'Aranjuez
- 2021 - Aria sulla Quarta Corda
- 2021 - Maria (da West Side Story)

### Colonne sonore
- 1981 - Il marchese del Grillo (N. Piovani)
- 1984 - La Piovra (R. Ortolani)
- 1984 - Cuore (F. Piersanti)
- 1984 - C'era una volta in America (E. Morricone)
- 1987 - Gli Intoccabili (E. Morricone)
- 1987 - La famiglia (A. Trovajoli)
- 1987 - Intervista (N. Piovani)
- 1988 - Nuovo Cinema Paradiso (E. Morricone)
- 1990 - La voce della Luna (N. Piovani)
- 1994 - Il postino (L. Bacalov)
- 1996 - La sindrome di Stendhal (E. Morricone)
- 1997 - La vita è bella (N. Piovani)
- 1998 - La leggenda del pianista sull'oceano (E. Morricone)
- 2015 - The Hateful Eight (E. Morricone)